# Mihail Pavlov
Mihail Pavlov-Nițu (n. 5 iunie 1889, Bulboaca, Briceni, fostul județ Hotin – d. 19 aprilie 1961) a fost un profesor universitar, doctor în filozofie a Universității din Lvov (1928), primul director al Institutului pedagogic din Chisinau (1940), întemeietorul facultății de fizică și matematică a USM, a stației seismice din Chișinău și primul șef al  catedrei de fizică a Universității agrare din Chișinău în anii postbelici

## Biografie
S-a născut la 5 iunie 1889 la Bulboaca, Briceni, fostul județ Hotin din mamă evreică și tată român.Numele adevărat al tatălui a fost Nițu. Și-a a asumat un alt nume Pavlov in cinstea orașului Pavlovsk de lângă Sankt- Petersburg, unde și-a făcut studiile
A învățat la gimnaziul Rovneanov din Odesa și a absolvit gimnaziul la Vilno (Vilnius). A fost admis la Universitatea din Sankt-Petersburg, însă a fost înrolat în armată, revenind cu grad de ofițer inferior.   A fost adjunct la Observatorul geofizic și magneto-geofizic din Pavlovsk (1914-1915), aici schimbându-și numele de familie. Între 1915-1917 și-a făcut serviciul militar la școala de aviație din Novaia Derevnea, lăngă Petersburg,  fiind și șef al stațiunii de aerologice și profesor de fizică și aerologie la școala de aviație din Novaia Derevnea.  A lucrat sub îndrumarea lui V.V. Kuznețov,  S.I. Savinov, N.N. Kalitin, B.B. Golițin și alți savanți iluștri. La 5 aprilie 1927 a absolvit Universitatea Tehnică (Politehnicumul) din Lvov.
A devenit doctor în filozofie din 18 decembrie 1828 cu o teză din fizica descărcărilor electrice, care a implicat vid adânc 
A fost profesor universitar la Harkov, Nalcic, în Asia Mijlocie din anul 1932, când în urma unei vizite la Harkov, nu s- a mai întors la L'viv. 
A fost numit de autoritățile sovietice primul director al Institutului pedagogic de la Chișinău în anul 1940 la 28 iunie. In anii războiului a fost pe front în componența Armatei Sovietice. In particular a participat la lupte pe frontul din Caucaz, unde s- a ocupat și de cercetări științifice ( in colaborare) pentru complexul militar sovietic. A cercetat reacțiile sangvine la rani.  
Ulterior, din 1946 a fost primul decan al facultății de fizică și matematică a Universității de stat din Chișinău și primul profesor universitar la această Universitate. In anii de după război a încercat să continue cercetările începute până la război de fizică și tehnică a vidului, a scris o monografie la această temă, însă nu a reușit să o publice din cauza disensiunilor cu academicianul sovietic Mihail Leontovici. După venirea din Kiev a proaspătului doctor Iurie Perlin a părăsit Universitatea de Stat din Chisinau și a plecat la Universitatea agrară din Chișinău, unde a fost șef al catedrei de fizica. 
In anul 1940,la 28 iunie a fost numit de noile autorități sovietice director al Institutului pedagogic din Chișinău, post in care s-a aflat timp de un an, până la 22 iunie 1941 după ce s-a evacuat în Rusia împreună cu Armata Roșie și aparatul de partid din RSSM. 
A decedat la  19 aprilie 1961. Este înmormântat la cimitirul armenesc din Chișinău.

## Opera
- Circa 14 articole în domeniul descărcărilor electrice în gaze în reviste poloneze și sovietice din anii interbelici.
- Două lucrări pentru complexul militar sovietic în colab. cu A.Ya. Elengorn îndeplinite în anii războiului în Caucaz.
- Fizica vidului. Broșură de pupularizare. Chișinău. Școala Sovietică, 1958
- Monografie: Fizica vidului (nepublicată), 32 c.a.
- http://www.biblus.ru/Default.aspx?book=1b29j0a35f8 Arhivat în 5 martie 2016, la Wayback Machine.